# Ginásio Poliesportivo Cyro Aranha
O Ginásio Poliesportivo Cyro de Sousa Aranha, também conhecido como Ginásio Vasco da Gama e Ginásio de São Januário, é uma arena poliesportiva brasileira, localizada dentro do Complexo Esportivo de São Januário, no bairro Vasco da Gama, cidade do Rio de Janeiro.

## Histórico
Inaugurado em 23 de setembro de 1956, é um dos principais centros poliesportivos do estado do Rio de Janeiro, com capacidade para aproximadamente três mil pessoas. O nome do ginásio homenageia o presidente Cyro Aranha, considerado um dos maiores dirigentes vascaínos da história, responsável por montar o elenco do Expresso da Vitória e conhecido pela frase lema do clube: "Enquanto houver um coração infantil, o Vasco será imortal".
Construído no local do antigo estadinho infanto-juvenil, o Ginásio de São Januário foi originalmente destinado ao Departamento Infanto-Juvenil do Club de Regatas Vasco da Gama, sediando de eventos do quadro associativo, como bailes de Carnaval e comemorações de títulos. Com o tempo, seu uso foi tornando-se mais voltado à prática de modalidades esportivas, tais quais ginásticas artística e rítmica, handebol, futebol de salão, voleibol e basquete. Também foi, por muitos anos, palco de votação para as eleições cruzmaltinas.
Atualmente, encontra-se quase exclusivamente utilizado pela seção de basquetebol do Vasco, enquanto as outras modalidades, e suas categorias de base, dividem-se nos demais equipamentos do Complexo Esportivo de São Januário, como o Ginásio Antônio Soares Calçada e o Complexo João da Silva.
Ao longo do tempo, a arena passou por diversas ampliações e modernizações, sendo a mais recente delas em 2015. Por meio de uma campanha de financiamento coletivo entre torcedores e sócios de todas as regiões do país, a arena passou por uma grande revitalização, na qual houve a reforma completa do piso, troca do sistema de iluminação, instalação de novos placares eletrônicos e remodelação dos vestiários, camarote e tribuna especial.
Dentre os principais eventos esportivos sediados no ginásio, estão a decisão da Copa Libertadores de Futsal no ano 2000, e partidas da Liga Nacional de Futsal, Taça Brasil de Futsal, Campeonato Brasileiro de Futsal Feminino, Liga Sul-Americana de Basquete, e dos Campeonatos Sul-Americano de Basquete Masculino e Feminino. Mais recentemente, foi utilizado pela equipe masculina de basquete na conquista da Liga Ouro de Basquete de 2016, do acesso ao NBB 2016–17 e na retomada do departamento no NBB 2023–24.